# Choceń (gmina)
Choceń – gmina wiejska w Polsce położona w województwie kujawsko-pomorskim, w powiecie włocławskim. W latach 1975–1998 gmina administracyjnie należała do województwa włocławskiego.
Siedzibą gminy jest wieś Choceń.
Według danych z 30 czerwca 2004 gminę zamieszkiwało 7978 osób. Natomiast według danych z 31 grudnia 2017 roku gminę zamieszkiwały 8002 osoby.
Według danych z 31 grudnia 2019 roku gminę zamieszkiwało 7977 osób.

## Struktura powierzchni
Według danych z roku 2002 gmina Choceń ma obszar 99,68 km², w tym:
- użytki rolne: 87%
- użytki leśne: 2%

Gmina stanowi 6,77% powierzchni powiatu.

## Demografia

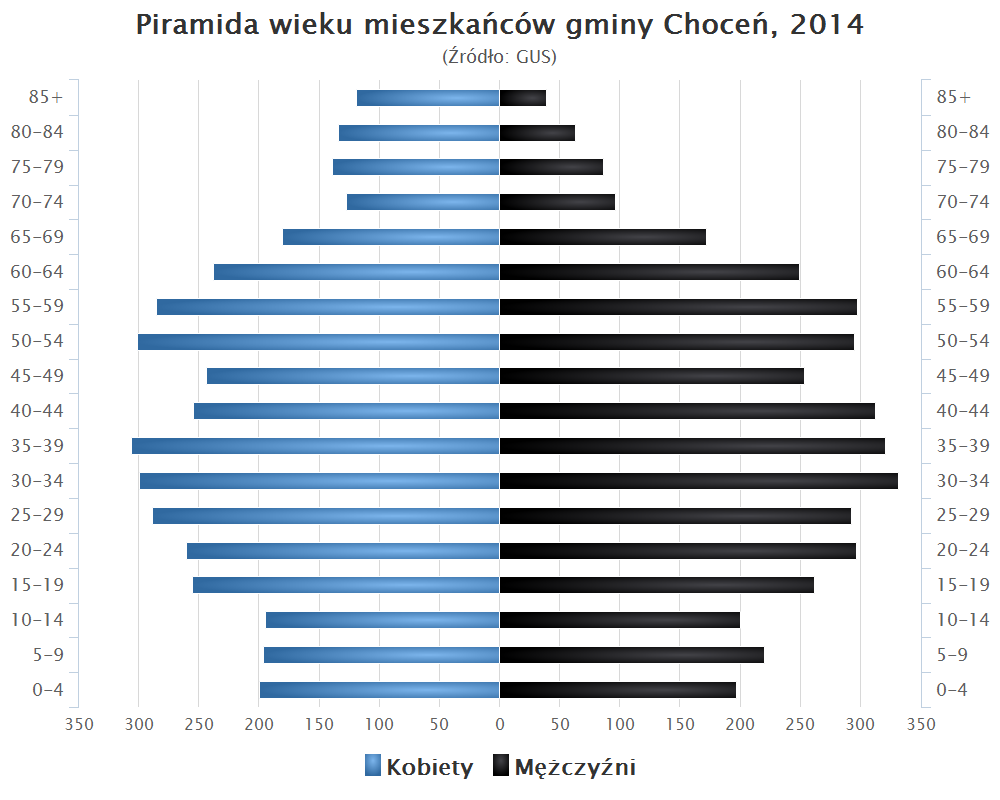
Piramida wieku mieszkańców gminy Choceń w 2014 roku

Dane z 30 czerwca 2004:
| Opis                              | Ogółem | Ogółem | Kobiety | Kobiety | Mężczyźni | Mężczyźni |
| --------------------------------- | ------ | ------ | ------- | ------- | --------- | --------- |
| jednostka                         | osób   | %      | osób    | %       | osób      | %         |
| populacja                         | 7978   | 100    | 3965    | 49,7    | 4013      | 50,3      |
| gęstość zaludnienia (mieszk./km²) | 80     | 80     | 39,8    | 39,8    | 40,3      | 40,3      |

## Zabytki
Wykaz zarejestrowanych zabytków nieruchomych na terenie gminy:
- zespół dworski z XVIII/XIX w. w miejscowości Choceń, obejmujący: dwór z ok. 1900; piwnicę; park; ogrodzenie z dwoma bramami, nr A/717/1-4 z 22.07.1994 roku
- zespół dworski i folwarczny w Jarantowicach, obejmujący: dwór z lat 1914-1915; park z początku XX w.; folwark z pierwszej połowy XIX w.: obora; dwie stodoły; owczarnia; stróżówka; kuźnia i stelmacharnia, nr 353/A z 28.11.1994 roku
- zespół dworski i folwarczny z drugiej połowy XIX w. w miejscowości Kuźnice, obejmujący: dwór, ; park; folwark z końca XIX w.: rządcówka; stajnia i magazyn zbożowy; kuźnia z garażem; stodoła; budynek gospodarczy; piwnica ziemna, nr 355/A z 30.12.1994 roku
- zespół dworski i folwarczny z drugiej połowy XIX w. w Olganowie, obejmujący: dwór z ok. 1920; park; folwark: obora; stajnia; chlewnia; spichrz, nr 373/A z 20.12.1995 roku
- park dworski z drugiej połowy XIX w. w Śmiłowicach, nr 364/A z 07.06.1995 roku
- zespół dworski i folwarcznyz z drugiej połowy XIX w. w Wilkowicach, obejmujący: dwór; park, z końca XIX w.; folwark z drugiej połowy XIX w.: stolarnia; chlewnia; obora; stodoła, nr 401/A z 24.03.1997 roku.

## Sołectwa
Bodzanowo, Bodzanówek, Borzymie, Borzymowice, Choceń, Czerniewice (sołectwa: Czerniewice I i Czerniewice II), Grabówka, Janowo, Jarantowice, Krukowo, Kuźnice, Lutobórz, Nakonowo Stare, Niemojewo, Olganowo, Siewiersk, Skibice, Szatki, Szczutkowo, Śmiłowice, Śmiłowice-Pustki, Wichrowice (sołectwa (Wichrowice I i Wichrowice II), Wilkowice, Wilkowiczki, Wola Nakonowska, Ząbin, Nowa Wola.

## Pozostałe miejscowości
Filipki, Gajówka, Jerzewo, Kępka Szlachecka, Księża Kępka, Lijewo, Łopatki, Ługowiska, Nowa Wola, Stefanowo, Szczytno, Świerkowo, Zakrzewek, Zapust.

## Sąsiednie gminy
Boniewo, Chodecz, Kowal, Lubień Kujawski, Lubraniec, Włocławek